# Франса, Матеус
Мате́ус Фра́нса де Оливе́йра (порт.-браз. Matheus França de Oliveira; родился 1 апреля 2004) — бразильский футболист, атакующий полузащитник английского клуба «Кристал Пэлас».

## Клубная карьера
Воспитанник футбольной академии клуба «Фламенго». 6 декабря 2021 года дебютировал в основном составе «Фламенго» в матче бразильской Серии A против клуба «Сантос», выйдя на замену Эвертону Рибейро.
5 августа 2023 года перешёл в английский клуб «Кристал Пэлас» за гарантированные 17 млн фунтов, ещё 9 млн фунтов предусмотрены в виде бонусов. Игрок подписал с лондонским клубом пятилетний контракт. 21 октября 2023 года дебютировал за «орлов» в матче Премьер-лиги против «Ньюкасл Юнайтед».

## Карьера в сборной
В 2019 году дебютировал за сборную Бразилии до 15 лет. Год спустя дебютировал за сборную Бразилии до 17 лет.
В ноябре 2022 года дебютировал за сборную Бразилии до 20 лет в матче против сверстников из Чили.

## Достижения
«Кристал Пэлас»
- Обладатель Кубка Англии: 2024/25